# Гайко Геррліх
Гайко Геррліх (нім. Heiko Herrlich, нар. 3 вересня 1971, Мангайм) — німецький футболіст, що грав на позиції нападника. По завершенні ігрової кар'єри — футбольний тренер.
Виступав, зокрема, за клуби «Баєр 04», «Боруссія» (Менхенгладбах) та «Боруссія» (Дортмунд), а також національну збірну Німеччини.
Дворазовий чемпіон Німеччини. Дворазовий володар Кубка Німеччини. Володар Кубка чемпіонів УЄФА і  Міжконтинентального кубка. 

## Клубна кар'єра
У дорослому футболі дебютував виступами за команду клубу «Фрайбург». Своєю грою за цю команду привернув увагу представників тренерського штабу клубу «Баєр 04», до складу якого приєднався 1989 року. Відіграв за команду з Леверкузена наступні чотири сезони своєї ігрової кар'єри.
Протягом 1993—1995 років захищав кольори команди клубу «Боруссія» (Менхенгладбах).
1995 року перейшов до клубу «Боруссія» (Дортмунд), за який відіграв 9 сезонів.  За цей час двічі виборював титул чемпіона Німеччини, ставав володарем Кубка чемпіонів УЄФА, володарем Міжконтинентального кубка. Завершив професійну кар'єру футболіста виступами за команду «Боруссія» (Дортмунд) у 2004 році.

## Виступи за збірну
1995 року дебютував в офіційних матчах у складі національної збірної Німеччини. Протягом кар'єри у національній команді, яка тривала усього 1 рік, провів у формі головної команди країни 5 матчів, забивши 1 гол.

## Кар'єра тренера
Розпочав тренерську кар'єру невдовзі по завершенні кар'єри гравця, 2005 року, очоливши тренерський штаб юнацької команди клубу «Боруссія» (Дортмунд).
В подальшому очолював команди юнацькі збірні Німеччини U-17 та U-19, клуби «Бохум» та «Унтерахінг».
Протягом 2013–2015 років тренував одну з юнацьких команд мюнхенської «Баварії», після чого протягом сезону очолював тренерський штаб команди клубу «Ян» (Регенсбург).
9 червня 2017 року став наступником Тайфуна Коркута на посаді головного тренера «Баєр 04». За півтора року, у грудні 2018, був звільнений з посади через незадовільні результати команди.

## Титули і досягнення
- Чемпіон Німеччини (2):

«Боруссія» (Дортмунд):  1995–96, 2001–02
- Володар Кубка Німеччини (2):

«Баєр 04»:  1992–93
«Боруссія» (Менхенгладбах):  1994–95
- Володар Кубка чемпіонів УЄФА (1):

«Боруссія» (Дортмунд):  1996–97
- Володар Міжконтинентального кубка (1):

«Боруссія» (Дортмунд):  1997
- Фіналіст Кубка УЕФА: 2001–02
- Найкращий бомбардир чемпіонату Німеччини: 1994–95

Як тренер
- Бронзовий призер Чемпіонату світу з футболу серед 17-річних: 2007